# Apollo Színház (New York)

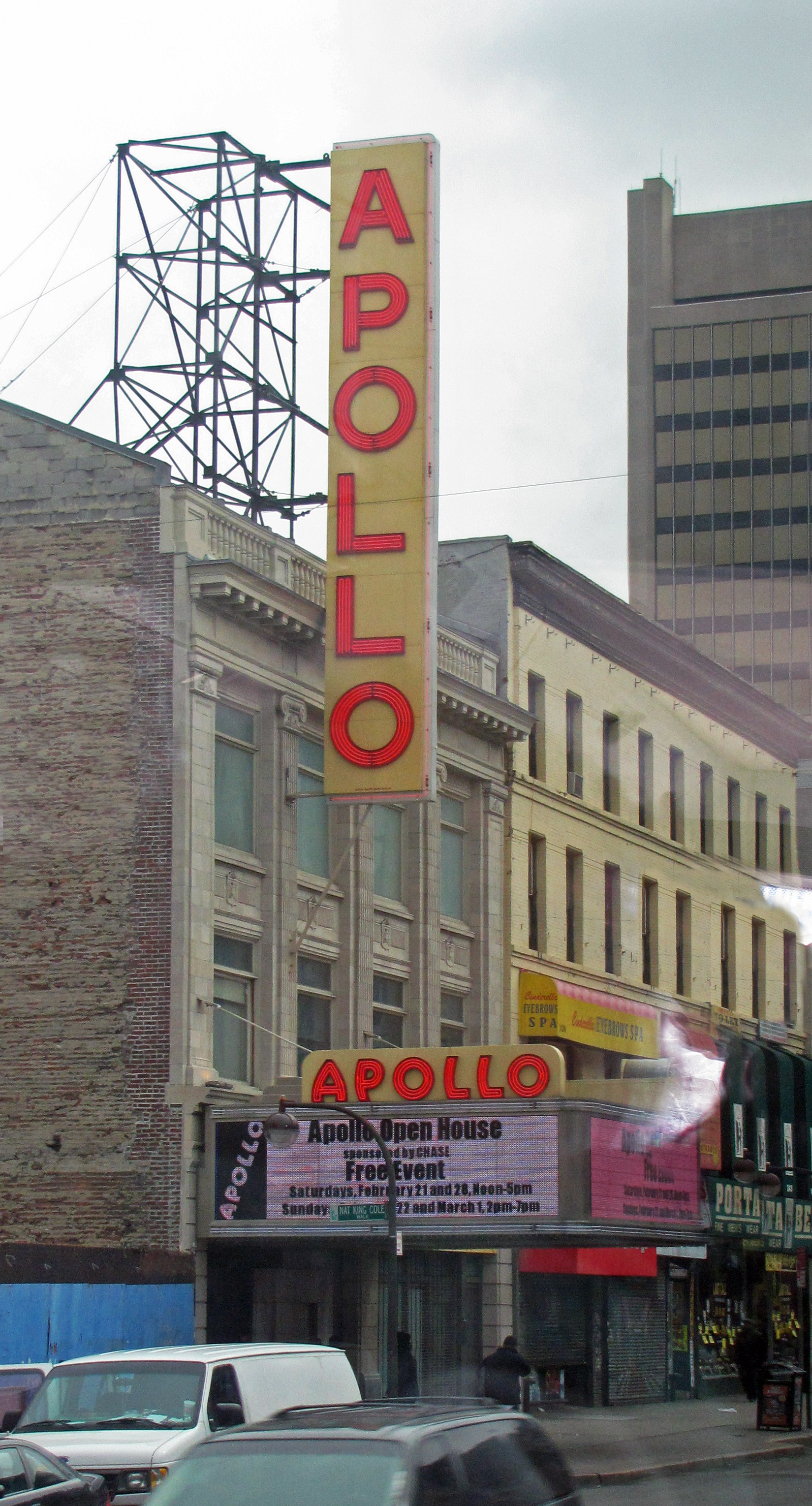
Apollo Színház, New York

A New York-i Apollo Színház az Egyesült Államok egyik legrégebbi és leghíresebb zeneterme.
Az Apollo színházban, mely klubként is működött, nagyobb részt afroamerikai előadók léptek fel. A színház New Yorkban, Manhattan területén, a Harlemben található, a 125. utcában, mely az afroamerikaiak negyede.
Az Apollo színház szerepel az USA Történelmi Helyek Nemzeti Regiszterében.

## Története
Az Apollo Színházat (eredeti neve: Apollo Hall volt) a 19. század közepén alapította egy korábbi polgárháborús tábornok, Edward Ferrerro, mint táncházat és labdatermet. Amikor lejárt a bérleti szerződése 1872-ben, az épület színházzá alakult át, mely a századforduló táján nemsokára be is zárt. Az „Apollo Színház” név azonban tovább élt.
1912-1914 között George Keister új épületet tervezett, és megnyílt az Apollo Színház mint Hurtig and Seamon's New (Burlesque) Theater, mely burleszkdarabokat játszott Jules Hurtig és Harry Seamon producersége mellett, akik 30 évre érvényes bérleti szerződéssel működtették a színházat. Ez a formáció működött 1928-ig.
1929-ben született a színház „házi dala”, a I May Be Wrong (But I Think You're Wonderful), szerzők: Harry Sullivan és Harry Ruskin („Lehet, hogy tévedek, de azt hiszem, te csodálatos vagy”).
Harlem reneszánszát az I. világháborút követő nagy afroamerikai bevándorlástól számítják, amikor afroamerikaiak nagy számban vándoroltak Délről New Yorkba.
Schiffman és Brecher egy színes revüt nyitott a színházban Jazz a la Carte címen. A műsorban fekete tehetségek léptek fel, gázsijuk alacsonyabb volt a máshol szokásosnál.
Az Apollo nézőterén 1506 szék volt, és évekig ez volt az egyetlen hely New Yorkban, ahol afroamerikai művészeket foglalkoztattak.

## Amatőr esték
A II. világháborút megelőző időkben az Apollo híres lett az Amatőr esték című sorozatával, ahol később világhíressé vált művészek tették meg első lépéseiket.
Ella Fitgerald 1934 novemberében debütált az Apollóban.
A színház így hirdette műsorait: „Ahol sztárok születnek, és legendák keletkeznek”.
Itt kezdte karrierjét: Ella Fitzgerald, Billie Holiday, James Brown, Diana Ross & The Supremes, Gladys Knight & the Pips, The Jackson 5, Patti LaBelle, Marvin Gaye,  Stevie Wonder, Aretha Franklin,  The Isley Brothers, Lauryn Hill, Sarah Vaughan, Jimi Hendrix és Machine Gun Kelly rapper.

## Korai fehér előadók
A rock and roll korán elhunyt sztárja, Buddy Holly 1957-ben játszott az Apollóban.
Dale Hawkins rockabilliy előadó volt az első nem afroamerikai, aki fellépett az Apollóban.
További neves előadók: Jo-Ann Campbell, Lillian Briggs, Charlie Barnet and his band.

## Hanyatlás és újjászületés
Az 1960-as és 70-es években a klub hanyatlásnak indult. Ekkor átalakították filmszínházzá.
Az Apollo 1983-ban éledt fel újra, amikor az Inner City Broadcasting vállalat megvette. Szövetségi állami státust kapott, és 1985-ben újra kinyitották.
1991-ben a színházat megvásárolta New York állam.
2005-ben teljesen modernizálták a színházat.
A megnyitón beszédet mondott a korábbi USA-elnök, Bill Clinton, New York polgármestere, Michael Bloomberg és a Time Warner vezér, Richard Parsons.
2009-től a nonprofit Apollo Theater Foundation Inc működteti, évente 1,3 millió néző keresi fel a színházat, ahol jelentős koncertek és előadások kerülnek színre.
2010-ben Paul McCartney lépett fel.
2012 januárjában Barack Obama - az akkori USA elnök  - énekelte el Al Green Let's Stay Together című dalának kezdő sorait, megjegyezve: „…nem kell megijedni, nem tudok úgy énekelni mint te… csak elismerésemet akartam kifejezni…”
2012 márciusában Bruce Springsteen és a  The E Street Band adott koncertet a Sirius XM-mel együtt.
2017. július 20-án Axl Rose az újjáalakult  Guns N' Roses zenekarával koncertezett.

## Hírességek csarnoka
Az Apollo Színház “Hirességek csarnoká”ban találhatók: Ella Fitzgerald, Billy Eckstine, Gladys Knight, The Pips, Michael Jackson, James Brown, Quincy Jones és Patti LaBelle.